# Alcalde d'Esch-sur-Alzette
L'alcalde d'Esch-sur-Alzette (en luxemburguès: Buergermeeschter vun Esch-Uelzecht) és la màxima autoritat política de la comuna i ciutat d'Esch-sur-Alzette, a Luxemburg, encarregada de presidir la corporació, dirigir l'administració local i representar l'ajuntament.

## Historial
| Nom | Nom                               | Inici | Fi           |
| --- | --------------------------------- | ----- | ------------ |
|     | Johannes-Nepomuk Haas             | 1814  | 1828         |
|     | Henri Motté                       | 1828  | 1830         |
|     | Jacques Schmit (primer mandat)    | 1830  | 1836         |
|     | François-Joseph Hoferlin          | 1836  | 1841         |
|     | Dominique Stoffel                 | 1841  | 1843         |
|     | Jacques Schmit (segon mandat)     | 1843  | 1861         |
|     | Pierre Claude                     | 1861  | 1878         |
|     | Dominique Joseph Hoferlin         | 1879  | 1906         |
|     | Léon Metz                         | 1906  | 1909         |
|     | Armand Spoo                       | 1909  | 1911         |
|     | Jean-Pierre Michels               | 1912  | 1917         |
|     | Nicolas Biwer                     | 1917  | 1919         |
|     | Pierre Pierrard                   | 1919  | 1920         |
|     | Victor Wilhelm                    | 1921  | 1934         |
|     | Hubert Clément                    | 1935  | 1945         |
|     | Arthur Useldinger (primer mandat) | 1946  | 1949         |
|     | Michel Rasquin                    | 1949  | 1951         |
|     | Antoine Krier                     | 1951  | 1965         |
|     | Jules Schreiner                   | 1965  | 1969         |
|     | Arthur Useldinger (segon mandat)  | 1970  | 1978         |
|     | Joseph Brebsom                    | 1978  | 1990         |
|     | François Schaack                  | 1990  | 2000         |
|     | Lydia Mutsch                      | 2000  | 2014         |
|     | Vera Spautz                       | 2014  | 2017         |
|     | Georges Mischo                    | 2017  | En el càrrec |